# كايو فيدال
كايو فيدال هو لاعب كرة قدم برازيلي، ولد في 4 نوفمبر 2000 في فورتاليزا في البرازيل.

## وصلات خارجية
- كايو فيدال على موقع الاتحاد الأوربي (الإنجليزية)
- كايو فيدال على موقع قاعدة بيانات كرة القدم.إي يو (الإنجليزية)
- كايو فيدال على موقع Soccerway.com (الإنجليزية)